# Blas Molner
Blas Molner Zamora (Valencia, 1738-Sevilla, 1812) fue un escultor español afincado en Sevilla al menos desde 1766. En esta ciudad ejerció una importante actividad docente ejerciendo como director general de la Academia de las Tres Nobles Artes, así como profesor de la sección de escultura. Se le considera uno de los últimos imagineros del barroco en la ciudad de Sevilla, aunque con algunas muestras del naciente Neoclasicismo principalmente en sus labores de tracista y ensamblador. Su obra está constituida en gran parte por imaginería religiosa.

## Biografía
Nació en enero del año 1738 en Valencia, hijo de Jaime Molner y Felipa Zamora. En 1755 sus padres firmaron un contrato de aprendizaje con el maestro escultor Tomás Llorens (1713-1772), por el cual este se comprometía a enseñarle el oficio durante un periodo de 4 años. Posteriormente continuaría su formación en la Academia de Santa Bárbara, también en Valencia. Desde 1766 está documentada su presencia en Sevilla, donde fue cofundador de la Real Escuela de las Tres Nobles Artes en 1771, ejerciendo desde 1775 como director del área de escultura y ocupando el puesto de director general desde 1793 hasta su fallecimiento. Asimismo fue profesor de Delineación y lavado de planos en el Colegio de San Telmo durante el año 1787. Es uno de los últimos exponentes de la escuela barroca sevillana de escultura y su obra está diseminada en buena parte de la geografía española. En lo laboral, mantuvo especial relación con el también escultor Cristóbal Ramos (1725-1799) quien era su teniente en las clases de escultura de la academia sevillana, y con Juan de Astorga (1779-1849), que fue su discípulo en la misma.

## Obra

### Documentada
- Imagen de la Virgen de la Soledad de Morón de la Frontera (propiedad particular). 1767-1773.
- Imagen de Cristo Amarrado a la Columna del convento de Santa Clara en Zafra (Badajoz), 1775.
- Imagen del crucificado de la Salud de la parroquia de Nuestra Señora de los Remedios de Zahinos, 1773.
- Retablo de Nuestra Señora de Belén situado en la Iglesia de San Lorenzo (Sevilla). Año 1780
- Grupo escultórico de La Asunción que se encuentra en Echalar (Navarra). Datado entre 1780 y 1781.
- Imagen de San José perteneciente a la Hermandad de Pasión (Sevilla) que se encuentra en la Iglesia del Salvador (Sevilla), 1781.
- Grupo escultórico de Santa Ana con la Virgen niña  de la iglesia parroquial de San Pedro de Montijo en Badajoz. Año 1782.
- Imagen de Ntra Sra de los Dolores de la Congregación Servitas de Lucena (Parroquia de San Mateo) Lucena. 1783.
- Estanterías del Archivo de Indias en Sevilla, 1785-18788.
- Imagen del Cristo de las Tres Caídas de Valverde del Camino. Año 1790.
- San Elías de la Iglesia de la Limpia Concepción de Nuestra Señora (Écija) (Iglesia de los Descalzos), 1791.
- Templete del altar mayor de la Iglesia de Santa Cruz (Sevilla), 1792.
- Imagen de San Juan Nepomuceno de la Iglesia de San Mateo (Lucena), 1792.
- Imagen de San Francisco de Paula del Santuario de Nuestra Señora de la Coronada (Villafranca de los Barros), 1796.
- Imagen de San Gil en la Iglesia de San Gil (Écija), 1799.
- Grupo escultórico de Ntra. Sra. de las Angustias (Virgen de Piedra), de propiedad particular, y que procesiona con la Cofradía Franciscana de Pasión.(Iglesia de la Madre de Dios de Padres Franciscanos) Lucena. 1800

### Atribución
- Imagen del Santísimo Cristo de las Injurias de la Catedral de Mérida, finales del siglo XVIII.
- Imagen de San Francisco de Paula (Parroquia de Santo Domingo) Lucena.Finales del siglo XVIII
- Grupo de la Santísima Trinidad de la Iglesia de Santa María la Blanca (Sevilla). Finales del siglo XVIII
- Grupo de la Sagrada Familia de la Iglesia  de San Andrés (Sevilla). Finales del siglo XVIII
- Imágenes de San Elías, San Rafael y Santo Ángel Custodio del convento del Santo Ángel (Sevilla). Finales del siglo XVIII[4]
- Imagen de Nuestra Señora de la Encarnación de la Hermandad de San Benito (Sevilla). 1780-1793.[2]
- Imagen de Nuestro Padre Jesús Caído de Aguilar de la Frontera (Córdoba)